# Fontevraud-l'Abbaye
Fontevraud-l'Abbaye är en kommun i departementet Maine-et-Loire i regionen Pays de la Loire i nordvästra Frankrike. Kommunen ligger i kantonen Saumur-Sud som tillhör arrondissementet Saumur. År 2022 hade Fontevraud-l'Abbaye 1 477 invånare.

## Befolkningsutveckling
Antalet invånare i kommunen Fontevraud-l'Abbaye
| Referens: INSEE |